# ساتوشي كيتامورا
ساتوشي كيتامورا (باليابانية: きたむらさとし) هو كاتب وكاتب للأطفال ياباني، ولد في 1956 في طوكيو (اليابان) في اليابان.